# 吹田早哉佳
吹田 早哉佳（ふきた さやか、1984年6月23日 - ）は、日本の女優。富山県富山市出身。

## 来歴
- 12歳で上京し、14歳からジュニアアイドルとして活動。

- 2008年 第3回TOYAMA地域映画フェスティバル　第1回TOYAMA映画デビューオーディションでグランプリを獲得[1]。

- 2017年1月28日に自身のブログにて故郷である富山県に拠点を移したことを発表。イトーカンパニーを退所し、フリーランスで活動。

## 人物
- モデルの汐見麻佑子とはよく食事に行く仲。また、タレントの福下恵美[2]とモデルの清野優美[3]は高校時代の同級生である。
- 特技は三歳から習っていたバレエと高校生から始めてプロとしてもやっていたダンス。
- 趣味は料理。
- スリーサイズは84-54-83でカップサイズは右胸Fカップ、左胸Gカップ[4]。

## 出演

### CM
- サミー「ぱちんこCR北斗の拳」トキ篇（2008年）
- WILLER TRAVEL WILLER EXPRESS（2009年）
- 日本たばこ産業 分煙ニュース「分煙ポリシー」篇（2009年）
- 小林製薬 のどぬ〜る ぬれマスク 加湿 ウイルス対策 ふたつのバリア篇（2009年）
- エバラ おいしいキムチ（2010年）
- JINS JINS PC（2012年）
- 川田建築設計（2017〜2018年）イメージキャラクター

### テレビ
- アンタッチャブルのマキマキでやってみよう!!（2008年、ABCテレビ）
- アンタッチャブルのちょいマキでやってみよう!!（2008年）
- トリハダ〜夜ふかしのあなたにゾクッとする話を（2008年、フジテレビ系）佐藤佑香 役
- ネコナデ（2008年）神崎江美 役
- 七瀬ふたたび（2008年、NHK）
- SMAP×SMAP（2008年6月15日・22日・2010年9月27日、フジテレビ系）
- LOVE @ PARTY Perfume×新お笑い三銃士（2009年1月2日、日本テレビ）
- アイドル★リーグ!（2009年 - 2011年、日本テレビ/日テレプラス）
- マルさまぁ〜ず（2010年、TBSテレビ）
- DON!（2010年9月3日、日本テレビ）
- パブロクの犬（2010年 - 、TBS）
- ラーメンWalkerテレビ（2011年、フジテレビONE・TWO）
- 有名マンガ実験劇場 できるでSHOW!?（2013年 - 、BeeTV）MC
- 殺しの女王蜂（2013年、テレビ東京）麻里 役
- とことんとやまdeライフ（2017〜2018年、ケーブルテレビ富山）
- 富山いかがdeSHOW（2017年、富山テレビ）
- 富山を釣る（2017〜2018年、ケーブルテレビ富山）MC
- TOYAMAまちなかライフスタイル（2017年、北日本放送）

### ラジオ
- 高田純次・河合美智子の東京パラダイス（2011年1月1日、文化放送）
- まだまだゴチャ・まぜっ!〜集まれヤンヤン〜（2011年4月16日 - 2012年4月14日、MBSラジオ）
- ザ・ヒットスタジオ〜レッツゴーヤンヤン〜（2011年10月29日 - 2013年4月13日、MBSラジオ）

### 映画
- カンナさん大成功です!（2009年）
- 劒岳 点の記（2009年）
- ニッポンの大家族 Saiko! The Large family 放送禁止 劇場版（2009年）浦林檎 役
- シャッフル（2011年）ヨーコ 役
- イトーチューブ Short Movie Collection「河童皿太郎 信念のクレーマー」（2011年11月、アルゴ・ピクチャーズ）
- ミロクローゼ（2012年）
- ハイザイ〜神様の言うとおり〜（2012年）

### 舞台
- SLOW RIDER第12回公演「CROWS-クロウズ-」
- VAMPIRE HUNTER（2011年6月22日 - 26日、笹塚ファクトリー）ベリオクルス 役
- Shinobu's BRAIN in the Soup FULL2「PAIN」（2011年12月22日 - 28日、下北沢シアター711）
- ネルケプランニング「SAMURAI7」（2012年4月1日 - 8日、青山劇場）シノ 役
- ゼロマンション「龍馬がいっぱい」（2012年7月11日 - 14日、笹塚ファクトリー）ヒロイン：初音 役
- ネルケプランニング「謎解きはディナーのあとで」（2012年8月31日 - 9月9日、天王洲銀河劇場）黛香苗 役
- SHINOBU'S BRAIN IN THE SOUP BOMB「DRUG STORE」（2013年1月7日 - 14日、吉祥寺シアター）

### 雑誌
- ジムニープラス（2008年1月20日号）
- ヤングアニマル嵐（2010年4月2日号、白泉社）
- ヤングアニマル（2010年4月9日号、白泉社）
- ヤングアニマル（2010年7月9日号、白泉社）
- FLASH（2010年9月21日号、光文社）
- ヤングジャンプ（2011年3月17日号、集英社）
- 週刊プレイボーイ（2011年10月24日号、集英社）
- バスグラフィック（2012年6月30日号、ネコパブリッシング）

### DVD
- 内臓アゲアゲ体操（2009年）
- Plumeria（2010年）
- Avanti（2011年）

### その他
- Original Drama Theater 恋のパラドラ 第4話「あしたもいっしょ」ヒロイン：美和 役
- CHEMISTRY 2010 TOUR 『regeneration』（キスからはじめよう）PVヒロイン